# البهائية والأمريكيون الأصليون
إن العلاقة بين الدين البهائي والأمريكيين الأصليين لها تاريخ يعود إلى حياة عبد البهاء وقد تضاعفت علاقاتها في جميع أنحاء الأمريكتين. انضم الأفراد إلى الدين وتم إنشاء مؤسسات لخدمة الأمريكيين الأصليين وعلى العكس من ذلك يخدم الأمريكيون الأصليون في المؤسسات البهائية.
بحلول عام 1963، زعمت المصادر البهائية أن أعضاء حوالي 83 قبيلة من الأمريكيين الأصليين انضموا إلى الدين. في أمريكا الشمالية، يعد التنوع موضوعًا حاضرًا دائمًا في تاريخ البهائيين. انجذب الأمريكيون الأصليون إلى الديانة البهائية بأعداد متزايدة منذ أربعينيات القرن العشرين؛ ويوجد حاليًا عدة آلاف من الهنود الأمريكيين والبهائيين الأصليين في ألاسكا، وخاصة في المناطق الريفية في ألاسكا وبين شعبي نافاجو ولاكوتا. هناك أيضًا أعداد كبيرة من البهائيين الأصليين بين الهنود في أمريكا الوسطى والجنوبية. هناك تقديرات تشير إلى وجود نحو 8000 من البهائيين الغوايميين في منطقة بنما، أي حوالي 10% من سكان الغوايمي في بنما. أظهر ملخص غير رسمي لمجتمع واييون (قبيلة تعيش في صحراء اغواخيرا) في عام 1971 وجود حوالي 1000 بهائي. أكبر عدد من البهائيين في أمريكا الجنوبية موجود في بوليفيا، وهي دولة يقدر عدد سكانها بحوالي 55%-70% من السكان الأصليين و30%-42% من الميستيثو، مع تقدير عدد السكان البهائيين بحوالي 206000 نسمة في عام 2005 وفقًا لرابطة أرشيفات بيانات الدين.

## الديانات الأمريكية الأصلية

### قبول المؤسسين الروحيين
صرح شوقي أفندي، رئيس الدين من عام 1921 إلى عام 1957: "إن المبدأ الأساسي الذي أعلنه بهاء الله، الذي يؤمن به أتباع دينه إيمانًا راسخًا، هو أن الحقيقة الدينية ليست مطلقة بل نسبية، وأن الوحي الإلهي عملية مستمرة وتقدمية، وأن جميع الأديان العظيمة في العالم إلهية في الأصل، وأن مبادئها الأساسية في وئام تام، وأن أهدافها وأغراضها واحدة ونفس الشيء، وأن تعاليمها ليست سوى جوانب من حقيقة واحدة، وأن وظائفها متكاملة، وأنهم يختلفون فقط في الجوانب غير الأساسية من عقائدهم، وأن مهماتهم تمثل مراحل متتالية في التطور الروحي للمجتمع البشري".
من حيث المبدأ، يمكن للبهائي أن يؤكد بالتأكيد أن رسل الله قد أُرسلوا بالفعل إلى جميع الشعوب، وفقًا للعقيدة البهائية، ولكن لا توجد طريقة قاطعة لإثبات أبطال الثقافة الأسطورية بشكل فردي. ولكن هذا لا يمنع بأي حال من الأحوال من تقدير حقيقي لهذه الأساطير، والقيم الروحية والثقافية المضمنة فيها. وهكذا، قد يفكر المسؤولون البهائيون في إضافة فئة (بدلاً من أسماء) رسل الله إلى الأمم الأولى، أو رسل الله إلى الشعوب الأصلية. إن المشكلة الآن لم تعد تتعلق بالمبدأ، بل تتعلق بمسألة الأسماء.
اتخذت الجمعية الروحية الوطنية للبهائيين في كندا موقفًا مناصريًا نيابة عن الأمم الأولى في كندا في طلبها الرسمي المقدم إلى اللجنة الملكية بشأن الشعوب الأصلية في خريف عام 1993 نيابة عن السكان الأصليين (وليس فيما يتعلق بدينهم في حد ذاته). وقد قام رواد البهائية في المناطق التي تضم شعوبًا أصلية بتوسيع نطاق البهائية العالمية في الدين إلى الاعتراف بثراء وأصالة القيم الثقافية الأصلية. لم يتم حتى الآن إضفاء الطابع الرسمي على الاعتراف الصريح بالرسل الأصليين الفرديين لله في العقيدة البهائية. الاقتباس من مصدر موثوق يعكس هذه القضية بشكل مباشر هو:
في العصور القديمة، كان سكان أمريكا، عبر مناطقهم الشمالية، قريبين من آسيا، أي يفصلهم عنها مضيق. ولذلك قيل إن العبور قد حدث. وهناك علامات أخرى تدل على التواصل.
أما الأماكن التي لم يُبلّغ أهلها بظهور الأنبياء، فهؤلاء معذورون. فقد نزل في القرآن: ﴿وَمَا كُنَّا نَعْذِبُهُمْ لَوْلاَ أَرْسَلْنَاهُمْ رَسُولاً﴾ (الإسراء: ١٥).

لا شك أن دعوة الله قد رُفعت في تلك المناطق قديمًا، لكنها الآن في طي النسيان.
في هذا السياق الخاص، فإن عبارة "دعوة الله" (nidá-yi iláhí) هي إشارة شفافة، وفقًا لكريستوفر باك، إلى أنبياء الله والذين يعطون الوحي. وقد لاحظ علماء مثل سوزان مانيك وويليام كولينز قوة هذا الاقتباس. ولكن اللغة ليست محددة. يشير بيت العدل الأعظم إلى أن "التعاليم البهائية لا تؤكد صراحةً، ولا تنفي، إمكانية ظهور رسل الله في الأمريكتين. وفي غياب نص واضح، ليس لدى بيت العدل الأعظم أي أساس لإصدار نوع البيان الذي تقترحه والذي من شأنه أن يؤكد، من حيث المبدأ، أن الله أرسل مظاهر إلى الشعوب الأصلية في الأمريكتين. "" ومع ذلك، فإن شخصية ديجاناويدا، صانع السلام العظيم، ذكرت كمثال رائد في البحث العلمي؛ ومن بين الشخصيات الأخرى التي ذكرها الأفراد كيتزالكواتل وفيراكوتشا. كتب ديفيد روه، وهو عضو سابق في بيت العدل الأعظم، مشيرًا إلى وجهة نظره الخاصة بشأن ديجاناويدا باعتباره نبيًا. نظرًا لأنه لا يمكن لأي فرد أو مؤسسة أن يضيف إلى الكتب البهائية، فمن المستحيل إضافة اسم محدد إلى قائمة المظاهر المقبولة لله والتي ستكون ملزمة لجميع البهائيين والمؤسسات البهائية. ومع ذلك، قد يقبل الأفراد والمؤسسات لأغراضهم الخاصة أن أبطالًا ثقافيين مختلفين ربما كانوا في الواقع مظهرًا من مظاهر الله، ويمكن للبهائيين ومؤسسات الدين قبول حقيقة أن التقاليد الأمريكية الأصلية المقدسة قد ذكرت أسماء محددة لأفراد يتصرفون في دور النبي.

### تفسير النبوة
في عام 1986 ألقى البهائي الأمريكي الشمالي لي براون محاضرة في المجلس البهائي القاري الأصلي لعام 1986 الذي عقد في أرض معارض وادي تانانا، فيربانكس، ألاسكا، والتي سجلها ونسخهاوهي تتضمن تفسيره للنبوءات الأمريكية الأصلية، وخاصة الهوبي. ظهر براون أيضًا مع مارثا ماني جراي هورسز في برنامج بهائي لمناقشة هذه النبوءات.
وقد ذكر البهائيون النغوابميون أن هناك نبوءات من دين قبيلتهم الخاصة والتي يفسرونها على أنها تتعلق بالدين البهائي. وقد تم فحص نبوءات تشيلام بالام أيضًا.
وقد كانت هناك تعليقات بين البهائيين البارزين حول امرأة العجل الأبيض وظهور الجاموس الأبيض.
سجل أن الزعيم ألبرت إسحاق من آيشيهيك قد حدد تجربة الاقتراب من الموت التي مر بها في عام 1957 مع الإيمان البهائي.

## الاتصال بالسكان الأصليين

### الاتصال الأول
كان أول اتصال مؤرخ بين الديانة البهائية والأمريكيين الأصليين من خلال حياة أونوريه جاكسون الذي شارك في حركة احتجاج الأمم الأولى في كندا حوالي أوائل ثمانينيات القرن التاسع عشر ثم انضم إلى الدين في أواخر تسعينيات القرن التاسع عشر، ولكن بعد بعض الجهود في كندا ومنطقة نيويورك لم يُسمع عنه كثيرًا بعد حوالي عام 1910.

### عبد البهاء
في عام 1912 قام رئيس الدين آنذاك عبد البهاء برحلة إلى الغرب من فلسطين آنذاك. في إحدى مراحل رحلاته عندما كان يغادر كندا، في طريق العودة إلى الولايات المتحدة، سافر عبر العديد من القرى. وبينما كان القطار يمر عبر مدينة بيلفيل في أونتاريو، كان جيمي لوفت، وهو صبي من قبيلة الموهوك يبلغ من العمر أربع سنوات، يجلس على سياج أثناء مرور القطار. استغل عبد البهاء تلك اللحظة للوقوف، وواجه النافذة، مبتسمًا ولوح بيده. لقد كان لوفت مندهشا للغاية لدرجة أنه سقط من فوق السياج. في مايو 1948 أصبح أحد أوائل البهائيين الأمريكيين الأصليين في كندا.

#### لوح إلى عمرو خان
لوح كتبه عبد البهاء، بدون تاريخ ولكن من المؤكد أنه يعود إلى ما قبل وفاته في عام 1921 وربما بعد عام 1892، يسمى لوح عمرو خان، حيث يعترف بأن "دعوة الله" لابد وأن نشأت في الأمريكتين على الرغم من نسيان تأثيرها الروحي.

#### ألواح عبد البهاء للخطة الإلهية
كما كتب عبد البهاء سلسلة من الرسائل، أو الألواح، إلى أتباع الدين في الولايات المتحدة في عامي 1916 و1917؛ وقد تم تجميع هذه الرسائل معًا في كتاب ألواح الخطة الإلهية. كانت اللوحة السادسة هي الأولى التي تذكر مناطق أمريكا اللاتينية، وقد كتبت في 8 أبريل/نيسان 1916، ولكن تأخر تقديمها في الولايات المتحدة حتى عام 1919 ـ بعد نهاية الحرب العالمية الأولى ووباء الإنفلونزا الإسبانية. تمت ترجمة اللوح السادس وتقديمه من قبل ميرزا أحمد سهراب في 4 أبريل 1919، ونشر في مجلة نجم الغرب في 12 ديسمبر 1919. وبعد أن أشار إلى ضرورة زيارة رسالة الدين إلى دول أمريكا اللاتينية، تابع عبد البهاء:
أعطي أهمية كبيرة للسكان الأصليين في أمريكا. فإن هذه النفوس يمكن تشبيهها بسكان شبه الجزيرة العربية القدماء، الذين كانوا قبل بعثة محمد أشبه بالمتوحشين. ولكن عندما أشرق نور محمد في وسطهم، أصبحوا مشرقين لدرجة أنهم أناروا العالم. وبالمثل، فإن هؤلاء الهنود، إذا ما تم تعليمهم وتوجيههم، فلا شك أنهم سوف يصبحون مستنيرين إلى الحد الذي ينير العالم أجمع.
وبعد صدور الألواح وفي وقت وفاة عبد البهاء عام 1921، بدأ عدد قليل من البهائيين الآخرين في الانتقال إلى أمريكا اللاتينية أو أمريكا الجنوبية، أو على الأقل زيارتها. كانت مارثا روت تليها ليونورا أرمسترونج من بين أوائل من قاموا بهذه الرحلات قبل عام 1928.

### عشرينيات القرن العشرين
الاتصال المعروف التالي بين الأمريكيين الأصليين والبهائيين هو حالة ألبرت تي فريمان، المعروف أيضًا باسم جاي-واه-جو-واه، الذي كان خطيبًا حائزًا على جائزة باعتباره هنديًا من شعب لاكوتا في عام 1917. سرعان ما تخرج من جامعة ديباو وأصبح واضحًا كمسيحي وممثل. حوالي عام 1920-1924 كان طالبًا في جامعة جنوب كاليفورنيا وتولى منصات المتحدثين التعليميين في تشوتاوكوا على غرار نيبو تي سترونج هارت من محمية ياكيما. ألقى العديد من محاضراته في الكنائس، على الرغم من أن بعضها كان في المتاحف ولكن في عام 1926، في جولة في الغرب، ألقى محاضرة/عرضًا في المركز البهائي في بورتلاند بولاية أوريجون، ثم تمت دعوته من هناك لتقديم عرض في المؤتمر الوطني البهائي. واستمر بعد ذلك في مختلف الكنائس والكليات حتى الثلاثينيات. وقد سجل خدمته في المواد التعليمية في العقود الأخيرة.

### الجهود المنهجية
سارة إي. ويت كانت قائدة سلسلة من الولائم بالتعاون مع الجمعية المحلية في لوس أنجلوس "لتوسيع دائرة أنشطة الصداقة العرقية بحيث تشمل ليس فقط البيض والملونين، ولكن أيضًا السكان الأصليين الحمر، وسكان أمريكا الأصليين، والصينيين واليابانيين ." عقد عدد من الولائم، واحدة في 27 فبراير 1932 كانت ذات أهمية خاصة مع نيللي إس. فرينش ممثلة للجمعية الوطنية وقدم لوثر ستاندنج بير صلاة وتحدث عن السلام. ومن بين المتحدثين الآخرين روبرت ثيس، وجوزيف آر. شيرير، وإيميت آر. سميث، وجيه. كام ماشيدا، ودبليو جيه كلارندون، ونيبو سترونجهارت، وويلارد بي. هاتش، بالإضافة إلى كلمة وداعية ألقتها شاهناز وايت.
كتب شوقي أفندي، الذي تم تعيينه خليفة لعبد البهاء، برقية في الأول من مايو عام 1936 إلى المؤتمر البهائي السنوي للولايات المتحدة وكندا، وطلب البدء في التنفيذ المنهجي لرؤية عبد البهاء، وكان التركيز الأول الكبير عليها هو منطقة أمريكا الجنوبية بأكملها وشعوبها. وكتب في برقيته:
نداء إلى المندوبين المجتمعين للتأمل في النداء التاريخي الذي أطلقه عبد البهاء في ألواح الخطة الإلهية. حث على إجراء مناقشة جادة مع الجمعية الوطنية القادمة لضمان تحقيقها بشكل كامل. القرن الأول من العصر البهائي يقترب من نهايته. إن الإنسانية تدخل إلى المرحلة الأكثر خطورة في حياتها. فرص الساعة الحالية ثمينة بشكل لا يمكن تصوره. نسأل الله أن تتقبل كل ولاية في الجمهورية الأمريكية وكل جمهورية في القارة الأمريكية قبل نهاية هذا القرن المجيد نور دين بهاءالله وتضع الأساس الهيكلي لنظامه العالمي.
وبعد برقية الأول من مايو/أيار، جاءت برقية أخرى من حضرة شوقي أفندي في 19 مايو/أيار تدعو إلى إنشاء رواد دائمين في جميع بلدان أمريكا اللاتينية. وقد تم تعيين المجلس الروحي الوطني البهائي للولايات المتحدة وكندا لجنة مشتركة بين الأمريكتين لتتولى مسؤولية الاستعدادات. خلال مؤتمر البهائيين في أمريكا الشمالية عام 1937، أرسل شوقي أفندي برقية ينصح فيها المؤتمرين بإطالة مداولاتهم للسماح للمندوبين والجمعية الوطنية بالتشاور حول خطة من شأنها تمكين البهائيين من الذهاب إلى أمريكا اللاتينية بالإضافة إلى تضمين استكمال الهيكل الخارجي لبيت العبادة البهائي في ويلميت، إلينوي. في عام 1937، أعطت الخطة السبعية الأولى (1937-1944)، وهي خطة دولية صممها شوقي أفندي، البهائيين الأميركيين هدف إقامة الدين البهائي في كل دولة في أميركا اللاتينية. مع انتشار البهائيين الأمريكيين، بدأت المجتمعات والجمعيات البهائية تتشكل في عام 1938 في جميع أنحاء أمريكا اللاتينية.
بحلول عام 1947، كان الدين البهائي قد تواصل مع شعوب من مختلف أنحاء الأمريكتين، مثل الإسكيمو في ألاسكا وجرينلاند، وسكان كري الأصليين في مقاطعات البراري في كندا، وسكان شيروكي الأصليين في ولاية كارولينا الشمالية، وسكان أونيدا الأصليين في ويسكونسن، وسكان أوماها الأصليين في نبراسكا، وسكان سيمينول الأصليين في فلوريدا، وسكان المكسيك الأصليين في المكسيك، وسكان جزر سان بلاس الأصليين، وسكان تشيتشيكاستينانغو الأصليين في غواتيمالا، والمايا في يوكاتان، وسكان باتاغونيا الأصليين في الأرجنتين، وسكان لاباز الأصليين في بوليفيا، وسكان الإنكا الأصليين في بيرو. في عام 1944، أصبح جيراردو فيجا، من كوستاريكا، أول مواطن من أمريكا اللاتينية يصبح رائدًا عندما بدأ العمل في بنما. تم تعيين لجان إقليمية للإشراف على مختلف بلدان أمريكا اللاتينية وأمريكا الجنوبية. وبأثر رجعي، كان الهدف المعلن للجنة هو تسهيل التحول في توازن الأدوار من التوجيه في أمريكا الشمالية والتعاون في أمريكا اللاتينية إلى التوجيه في أمريكا الشمالية والتعاون في أمريكا اللاتينية. في أمريكا الشمالية، تم تأسيس أول جمعية لجميع السكان الأصليين في الأمريكتين لأول مرة في عام 1948 في محمية أوماها الهندية في ماكي (نبراسكا). وكانت العملية جارية على قدم وساق بحلول عام 1950، وكان من المقرر تنفيذها حوالي عام 1953. ثم دعا شوقي أفندي إلى عقد مؤتمرين دوليين في أبريل 1951؛ أحدهما عقد في مدينة بنما لغرض انتخاب جمعية روحية وطنية إقليمية
كان الهدف التاسع عشر من ذلك الجزء من الحملة الصليبية التي استمرت عشر سنوات، والتي أوكلها مهندسها إلى الجماعة البهائية الأمريكية في عام 1953، هو "تحويل أعضاء القبائل الأمريكية الأصلية الرائدة إلى الإيمان". وفي أغسطس 1957، ذكّر شوقي أفندي المجلس الإقليمي بتعليق عبد البهاء، ولذلك كرّس جهدًا كبيرًا لهذه المسألة. قام أحد البهائيين برحلة إلى دومينيكا خصيصًا لمحاولة الوصول إلى الهنود الكاريبيين في 7 مايو 1959. في المكسيك في مارس 1957 تم ملاحظة انضمام الهنود الأوائل إلى الدين. وبحلول أبريل/نيسان 1958، كانت هناك لجنة متخصصة ركزت على هذه الحاجة وبدأت نشاطها في إجراء الاتصالات وترجمة المواد. تم الترحيب بالمراقبين البهائيين في مؤتمر الهنود الأميركيين في مدينة غواتيمالا عام 1959 بفضل اتصالاتهم مع الإصدارات المحلية للمعاهد الهندية الأميركية في المنطقة، وشمل ذلك فرصًا لمشاركة الترجمات الأصلية والإسبانية للمنشورات البهائية. تم انتخاب أول جمعية هندية في المكسيك في سان رافائيل كوماك بالقرب من تشولولا، بويبلا في عام 1960. قام إينوك أولينغا، منسق القضية، بزيارة هذا التجمع على وجه التحديد في مايو 1961.
بحلول عام 1961 تم تحقيق عدد من التطورات. وقد أجريت انتخابات الجمعية الوطنية البوليفية، التي تمثل المجتمع الذي كانت الأغلبية العظمى منه من شعب الأيمارا. انضم حوالي ثلاثة عشر مائة من هؤلاء الهنود، في أكثر من مائة منطقة، إلى الدين وتم انتخاب أكثر من عشرين جمعية محلية في بوليفيا. وقد أجريت انتخابات للجمعيات الهندية في الإكوادور وغواتيمالا والمكسيك ـ وهي مناطق كانت تحت سيطرة الإنكا والمايا والأزتيك ـ وتشكيل أربع جمعيات تمثل الهنود الكنديين في يوكون وألبرتا وساسكاتشوان. في ذلك الوقت كان هناك أكثر من أربعين قبيلة هندية وأسكيمو ممثلة في المجتمع البهائي في جميع أنحاء نصف الكرة الغربي، أكثر من ضعف العدد في عام 1957. في عام 1961 انتخبت كل دولة من دول الجمعية الإقليمية في جنوب أمريكا الجنوبية جمعيتها الروحية الوطنية الخاصة بها. في عام 1961، لاحظت أيادي قضية الأمريكتين بشكل خاص انتشار الدين بين الهنود عبر القارات. شهد المؤتمر الوطني في باراغواي يد القضية الدكتور رامات الله المهاجر. في المؤتمر، وضع الدكتور المهاجر والمندوبون خططًا للوصول إلى السكان الهنود بالإضافة إلى طرق تعزيز المجتمعات الموجودة بالفعل. في عام 1961، أرسلت الجمعية الروحية الوطنية في بنما ممثلين رسميين، إيدنا موسى ودونالد ر. ويتزل، إلى مؤتمر للسكان الأصليين في جزر سان بلاس. وقد قدم البهائيون مخططًا للدين. رد أحد الزعماء بأن أتباع الديانات الأخرى قدموا دياناتهم كوسيلة لتقسيم الناس عن دينهم القبلي.
قبل عام 1963، كانت أول جمعيتين روحيتين محليتين هنديتين في أمريكا الجنوبية في هوانوني ثم فيلكولو في بوليفيا، وبحلول عام 1963 كان هناك خمسة وعشرون جمعية روحية محلية في بوليفيا وحوالي 1000 بهائي بين شعوب الهند البوليفية. تم تشكيل فريق لنشر الدين، رئيس محمية بيغان، ورئيس أول جمعية بهائية، وعضو منتخب في مجلس الفرقة لفرقة بيغان من بلاكفوت وجون هيلسون، وهو بهائي كان في السابق من كورنوال بإنجلترا، والآن من ألبرتا، وهو عضو متبنى في أمة الموهوك. وقد حملوا معًا رسائل تعريفية إلى رؤساء جميع الأمم الستة لأمة جراند ريفر الأولى في أونتاريو وكيبيك، وتم الترحيب بهم في احتفال خاص في بعض المحميات. شمل خط سير الرحلة محميات نانايمو وكابيلانو في كولومبيا البريطانية، وأوهسويكن، وكيتل بوينت، وتينديناجا، وبحيرة كيرف في أونتاريو، وكانواكي، كيبيك.

بحلول عام 1963، كانت هناك مجموعة صغيرة في بيدرو خوان كاباليرو في كوستاريكا وكان بعضهم من "كايجوا"، الذين ربما كانوا من شعب كاديويو. في الولايات المتحدة، وبعد التواجد الأولي بين العديد من الدول الهندية في الخمسينيات، في أواخر فبراير 1963، عقد اجتماع للبهائيين الهنود في أريزونا من أجل "نار المجلس الأعظم"، والذي حضره يد القضية ذكر الله خادم في وقت كان فيه أعضاء 34 قبيلة أمريكية ممثلة في الديانة البهائية وكان ستة وعشرون حاضرين. وطلب سترونغ هارت من الحضور الذين انضموا مؤخرًا إلى الدين أن يتحدثوا، وكرر التعاليم البهائية حول وحدة الأديان، وقال:
""اعتراف وليس إعلانًا". وتذكر أن والده أخذه عندما كان شابًا إلى الغابات الشاهقة في الشمال الغربي، وجلس تحت الأشجار المهيبة، وأخبره بالتقاليد الهندية العالمية للأخوة، ونصحه، "تغني الطيور أغاني مختلفة، لكنها تطير في نفس السماء؛ "الأشجار لها لحاء مختلف وتنتج ثمارًا مختلفة، ولكنها جميعًا تنمو من أمنا الأرض."

وفي المؤتمر الوطني لكوستاريكا عام 1964 كان من بين المندوبين أعضاء من قبيلتي تالامانكا وتيرابا. انضم أول مواطن أمريكي من أصل بهائي من باراجواي، روسيندو سيغوندو، إلى الدين في عام 1964. كان سيغوندو عضوًا في قبيلة غواراني من قبيلة تشاكو. تضمنت الخطة الوطنية للبهائيين في الولايات المتحدة في عام 1964 ترجمة الأدبيات الأساسية للدين رسميًا "لعدد متزايد من المؤمنين الهنود الأمريكيين" وأضافت لاحقًا هدفًا لزيادة عدد التجمعات والوحدات التنظيمية والإدارية المحلية للدين في المحميات. في عام 1965 بدأ الاتصال الفعلي مع قبيلة تشاكو. تم الإشارة إلى أحفاد الثور الجالس و رأس الثور كأصدقاء في الاجتماعات التي عقدت في عام 1966. قدم أحد الهنود من قبيلة بيناكوك، جيرارد مورين المعروف أيضًا باسم الأسقف الصغير، عرضًا عن الثقافة الهندية المحلية في مدرسة جرين آكر البهائية في عام 1966. قامت مجموعة متعددة الجنسيات تضم هنديًا بجولة في خليج نورث، أونتاريو، كندا، في عام 1967. في عام 1969، تحول أعضاء القبائل الناطقة بلغة تشولوبي ولينغوا إلى هذا الدين وافتتح أول معهد هندي بالكامل في منطقة غران تشاكو الشمالية، في باراجواي، بحضور أعضاء من غواراني وجواسورانجو (ناطق بلغة تابيتيه) وتشولوبي. في عام 1970 انضم أول عضو من قبيلة يانايجوا (وهي قبيلة أخرى تتحدث لغة تابيتيه) إلى الدين، وكان ذلك العام هو المرة الأولى التي يتم فيها انتخاب بهائي أصلي لعضوية الجمعية الوطنية، (في عام 1982 كان هناك ثلاثة أعضاء أصليين في الجمعية الوطنية). في فبراير 1970، سافرت عائلة رائدة من صموئيل وتيريزا جارسيا وأطفالهما الأربعة، وهم من سكان كوستاريكا الأصليين، في فبراير 1970 إلى منطقة جواناكاستي سعياً لتحديد أعضاء المجتمعات المنقرضة. وفي إبريل 1970، أُعيد تأسيس ثماني جمعيات محلية، وبعد ذلك إطلق عدد من البرامج لتعزيز فهم بعض هؤلاء البهائيين الجدد.
في عامي 1975 و1976، سافرت روحية خانم بالقارب عبر روافد نهر الأمازون في البرازيل، كما زارت سلاسل الجبال العالية في بيرو وبوليفيا. تم زيارة ستة وثلاثين مجموعة قبلية على مدى ستة أشهر؛ وأطلق على الرحلة اسم رحلة الضوء الأخضر، والتي تلت رحلة خانوم الكبرى في أفريقيا. وقد طورت مشاريع أيضًا من البعثة الأصلية، على خطى بعثة الضوء الأخضر ودموع السحاب. وفي عام 1977 بدأت حملة إذاعية في باراجواي. يعود تاريخ أول مجتمع بهائي غوايمي إلى ستينيات القرن العشرين، ومنذ ثمانينيات القرن العشرين، بدأت العديد من المشاريع وتطورت في تلك المجتمعات.
وفي فبراير 1977، انعقد مؤتمر في ميريدا لبحث نشر الدين في المكسيك، وحضره أكثر من 2000 بهائي. كان ثلث المشاركين من المؤمنين الأصليين من مختلف أنحاء أمريكا الوسطى، وكان 150 منهم من شعب المايا. وقد سُمح لأفراد عائلات الهنود غير البهائيين بحضور الاجتماع بشكل كامل. وكان حاضرا ثلاثة من رجال القضية، بول هاني، ورحمة الله المهاجر، وإينوك أولينغا، بالإضافة إلى المستشارة فلورنس مايبيري التي كانت في الجمعية الوطنية الأولى في المكسيك. منذ عام 1978، بدأت سلسلة من حرائق المجلس الهندي وتم اعتماد المبادرات.
في عام 1990، تم انتخاب أول جمعية مكونة بالكامل من السكان الأصليين في البرازيل من شعب مورا في بيروري، البرازيل. في عام 1994، قامت إليزابيث داهي، وهي من شيوخ البهائية والهوبي منذ فترة طويلة، بدعوة شيوخ الهوبي الآخرين للتجمع والالتقاء مع كيفن لوك الذي عرض ادعاءات الإيمان البهائي بشكل مباشر على 100 من شيوخ الهوبي. يزعم البهائيون أن ما يقرب من نصف المجتمع البهائي في تشيلي ينتمي إلى شعب المابوتشي الأصلي.
عمل البهائيون في كيب دورست بدعم وتنسيق من خلال الجمعية الروحية لمحمية أوماها وسبرينغفيلد إلينوي. وانتُخبت جمعية في لاك دو فلامبو، ويسكونسن.

### العلاقات الثقافية والتحديات
لقد مرت المعايير الثقافية في الديانة البهائية بتحولات كبرى. لقد حدث الأول في مطلع القرن العشرين تقريباً عندما أصبح الدين معروفاً خارج نطاق سكانه المسلمين في الشرق الأوسط، وانتشر إلى أمريكا الشمالية وأوروبا المسيحية. لقد تم إرساء أسس هذا الإنجاز منذ الأيام الأولى للدين الجديد عندما تناول بهاء الله القضايا المسيحية في اثنين من كتاباته من فترة بغداد. ثم مع نهاية القرن التاسع عشر، قام العالم البهائي الشهير أبو الفضل الكلبايكاني بتوسيع هذه الأسس من خلال الكتابة على نطاق واسع عن المناهج البهائية في التعامل مع العهدين الجديد والقديم. وتبع ذلك تحول عدد كبير من اليهود في إيران والمسيحيين في سوريا ومصر إلى الدين الإسلامي. وكان المتحولون المسيحيون السوريون على وجه الخصوص مسؤولين إلى حد كبير عن نقل الإيمان البهائي إلى أمريكا الشمالية المسيحية، ومن هناك انتشر إلى أوروبا وأستراليا. انظر أيضًا أسفار عبد البهاء إلى الغرب. أما الاختراق الكبير الثاني فقد بدأ بعد الحرب العالمية الثانية عندما بدأ الدين ينتشر بسرعة في قرى العالم الثالث. ويمكننا أن نستنتج فكرة عن مدى هذا التغيير المفاجئ نسبياً من حقيقة مفادها أنه قبل عام 1954، كان حوالي 94% من سكان البهائيين في العالم يتألفون من الإيرانيين. وبحلول عام 1989، وصل هذا الرقم إلى نحو 7%، في حين أن البهائيين من دول العالم الثالث غير المسلمة يمثلون نحو 90% من البهائيين.
وفي أمريكا اللاتينية وأمريكا الجنوبية انتشر الدين في أربعينيات القرن العشرين بعد خطط محددة لنشر الدين. كان الهدف المعلن للجان التنسيق المعينة للإشراف على العملية هو تسهيل التحول في توازن الأدوار من التوجيه الرائد في أمريكا الشمالية والتعاون في أمريكا اللاتينية إلى التوجيه الرائد في أمريكا الشمالية والتعاون في أمريكا اللاتينية. وكانت العملية جارية على قدم وساق بحلول عام 1950، وكان من المقرر تنفيذها حوالي عام 1953. ومع ذلك، كانت هناك حاجة إلى فترة "إعادة تنشيط" المجتمعات الأساسية في عام 1950، في حين فشلت المجتمعات الأخرى في إعادة انتخاب مؤسساتها في البداية على الرغم من استمرار اللجان الإقليمية في العمل. ومع ذلك، تم انتخاب الجمعيات الروحية الوطنية الإقليمية للمنطقة في عامي 1950 و1951. بحلول عام 1961، أصبحت أغلب دول أمريكا اللاتينية وأمريكا الجنوبية تمتلك جمعيتها الوطنية الخاصة.
وفي أفريقيا كانت هناك تحولات واسعة النطاق إلى هذا الدين بعد الخمسينيات من القرن العشرين. وقد تم التأكيد على أن الرواد الغربيين يجب أن يكونوا متواضعين وأن يركزوا جهودهم ليس على القيادة الاستعمارية ولكن على الأفارقة الأصليين، وأن الرواد يجب أن يظهروا بالأفعال صدق شعورهم بالخدمة للأفارقة في جلب الدين ومن ثم يجب منح الأفارقة الذين يفهمون دينهم الجديد الحرية للنهوض ونشر الدين وفقًا لحساسياتهم الخاصة ويجب على الرواد أن يتفرقوا أو يتراجعوا إلى الخلفية. وقد تم ذكر إينوك أولينغا على وجه التحديد كمثال لهذه العملية التي حدثت عندما نشأ في أوغندا وكرر النمو السريع للدين. بسبب الموجات المتعاقبة من الناس الذين أصبحوا فرسان بهاء الله، أطلق على إينوك أولينغا لقب "عبد الفتوح"، وهو اسم فارسي يعني "أبو الانتصارات" من قبل شوقي أفندي على الرغم من أنه هو أيضًا نفذ تغييرات في الشخصية من خلال التخلي عن إدمان الكحول وفي النهاية تعدد الزوجات.
في الهند حيث كانت الرسالة البهائية لعقود من الزمن موجهة في المقام الأول إلى المسلمين الهنود والبارسيين (الزرادشتيين)، كان من الضروري إعادة تفسير الرسالة البهائية وفقًا للأفكار الهندوسية للوصول إلى جماهير الهندوس. أصبحت الهند أكبر مجتمع بهائي في العالم في عام 2000 بعد أقل من قرن من التدريس الجماعي على الرغم من أن ذلك استلزم أيضًا الوصول بشكل منهجي إلى مجتمع كبير من منبوذون. انظر البهائية في الهند.
وعلى النقيض من انتشار المسيحية في المناطق الأصلية في الولايات المتحدة، فإن انتشار الديانة البهائية لم يرتبط مطلقًا بتعزيز الاحتلال الاستعماري، أو الاستيعاب الأوروبي الأمريكي، أو التحول القسري للأمريكيين الأصليين. في الواقع، في عام 1960 طلبت يد القضية روحية خانوم المغفرة عن الظلم الذي ارتكبته عرقها وأشادت بماضيهم العظيم. وفي عام 1963، لاحظت عالمة الأنثروبولوجيا أليس بيك كيهو، وهي باحثة معروفة في شؤون الأمريكيين الأصليين، أن "الدين البهائي لا ينكر صحة المعتقدات الهندية الأصلية، ويجذب العديد من الهنود الذين يبحثون عن دين لا يقتصر على الهنود فقط ولا تهيمن عليه القيم والعادات البيضاء". ومع ذلك، لاحظ باحث آخر في عام 2007: "معظم الكنديين والأمريكيين البيض لا يدركون مدى ترسيخهم المستمر لافتراضاتهم الثقافية، سواء أكانت صحيحة أم خاطئة، وفرضها على الهنود، غير راغبين أو حتى مهتمين بسماع وجهة نظرهم الأصلية. أتفق على أن البهائيين في كندا والولايات المتحدة قد أحرزوا تقدمًا جيدًا في تكريم النبوءات والمبادئ الروحية الأصلية والتحقق من صحتها. ومع ذلك، لا بد من تحقيق تحول أكبر بكثير على غرار التفاعلات بين الثقافات داخل المجتمع البهائي الدولي. وأشير تحديدًا إلى معظم وليس كل البهائيين غير الأصليين الذين يجدون صعوبة في اختراق الحواجز الداخلية لثقافتهم الأوروبية الأمريكية."
تمت دراسة أنماط اللقاءات بين البهائيين غير الأصليين والسكان الأصليين في كولومبيا البريطانية وأظهرت النتيجة أن وجود أرضية مشتركة بين الرومانسية والمواجهة العنيفة كان ممكنًا، على الرغم من عدم تحقيقه بالكامل. ومع ذلك، وعلى حد تعبير أحد المؤرخين فإن اللقاء مع الدين "كان بمثابة مصدر قوي لتمكين أتباع السكان الأصليين". ولم يتم التخلي عن تقاليد الشعب ومرة أخرى عملت على ترسيخ المجتمع. ولكن هناك تقدم في تقدير الثقافة الهندية والتجربة الروحية القادمة من خلال قنوات النشر البهائية كما حدث مع الإسلام منذ أكثر من قرن من الزمان.

## مشاريع تشارك فيها الهنود الأمريكيين الأصليين

### إذاعة البهائية
تطورت الإذاعة البهائية في الإكوادور كوسيلة لخدمة الآلاف من المتحولين في أواخر الستينيات والسبعينيات. قام أحد مواطني اوتابالو بالإكوادور ورئيس الجمعية الروحية الوطنية في الإكوادور بالتحقيق في استخدام الراديو كأداة لنشر الدين وخدمة المجتمعات الناشئة حديثًا. في أوائل عام 1973، استأجر راؤول بافون محطة راديو توريزمو وبدأ في بث أربع عشرة ساعة يوميًا. لم يكن لدى أي من المشاركين أي خبرة في إدارة محطة إذاعية. كان النجاح الأولي يعتمد على عزف الموسيقى المحلية والوطنية. في يوليو 1973 أضافت الجمعية الوطنية هدف إنشاء محطة إذاعية إلى ميزانيتها ولجنة لإعداد البرامج. طورت البرامج وبثها في ثماني مدن، بدءًا من مقاطع مدتها 15 دقيقة وحتى برامج ثنائية اللغة (الإسبانية، الكيتشوا) مدتها ساعة واحدة للصلوات البهائية، مع الاستعانة بالأدب البهائي بالإضافة إلى معلومات عن مجتمعها العالمي. في عام 1975، تم تنظيم ورش عمل تدريبية لكتاب السيناريو. واستمرت التدريبات الأخرى في عام 1976. بحلول عام 1976، أنتجت اللجنة 1286 ساعة من البرمجة بتكلفة بلغت حوالي 2000 دولار، بالإضافة إلى الوثائق لدعم المشاريع الشقيقة. محطة إذاعية تضمين السعة منخفضة الطاقة والتي تم منحها أخيرًا في عام 1977. وكانت هناك تحديات تتعلق بالتنسيق وتوظيف الموظفين وكان لابد من التغلب عليها. تمكن المدربون الخارجيون أو الموظفون المحترفون من الحضور في أعوام 1977 و1978 و1980. طورت لجنة، تتضمن عادة هيئة مكونة من شخص أصلي، وشخص "أبيض"، وخبراء فنيين، وكبار البهائيين، وأحد قدامى المحاربين في المحطة، مع توازن الأغلبية من السكان المحليين بالإضافة إلى عضو واحد متعلم وقادر على التعامل مع إدارة اللجنة.

بفضل التغذية الراجعة المنتظمة من المؤسسات ذات الخبرة التي تعمل انطلاقًا من المركز البهائي العالمي، تم الحفاظ على التقدم وقام الدكتور ديفيد روه، الذي كان آنذاك عضوًا في بيت العدل الأعظم، بزيارة المركز في عام 1980 وعمل كحلقة وصل بين محطة الراديو وقسم السمعيات والبصريات في المكاتب الإدارية البهائية. في عام 1980 سافر جميع الموظفين تقريبًا إلى بيرو لتقديم عروض موسعة في مؤتمر الإعلام البهائي الدولي في بونو حيث تم إنشاء محطة الإذاعة البهائية الثانية. ولم يكن من الممكن حتى عام 1981 أن يتمكن مدير مناسب من تولي الخدمة من خلال الجمع بين صفات كونه بهائيًا، ومحترفًا إذاعيًا ذو خبرة، وإكوادوريًا وقادرًا على التطوع. بالإضافة إلى كوينتيروس، بدأ ستة أشخاص آخرين من السكان الأصليين في الخدمة في المحطة بشكل منهجي كموظفين بدوام كامل فضلاً عن أعداد أكبر من الموظفين بدوام جزئي بلغ عددهم نحو 200 شخص بما في ذلك الشباب الأصليين في السنوات الأربع الأولى من تشغيل المحطة. تمكن الموظفون الأصليون من إجراء ورش عمل لموظفين أصليين آخرين، باللغة الإسبانية والكيتشوا، لأول مرة في عام 1981. وشارك موظفو المشاريع في بوليفيا وتشيلي وبيرو في دورات تدريبية متتالية، كما سافر موظفون إكوادوريون إلى بيرو وبوليفيا للمساعدة في تلك المشاريع. وكتبت اللجنة إلى البهائيين التشيليين بشأن تطوير محطة الراديو الخاصة بهم ما يلي:
الشيء الأكثر أهمية والذي لا غنى عنه هو الحفاظ على فريق عائلي سعيد ومحب وحيوي. حاول أن يكون لديك نسبة عالية قدر الإمكان من موظفيك الأصليين. 75% على الأقل. من الأفضل بكثير أن نترك مواطنًا يفعل شيئًا خاطئًا بدلاً من عدم منحه الفرصة عن طريق السماح لأجنبي بفعله.
بحلول عام 1983، أصبح تدريب الموظفين في إذاعة البهائية في الإكوادور بالكامل تقريبًا في أيدي الموظفين الأصليين. كان هناك أيضًا تدريب في مركز أموز جيبسون للتدريب للإعلام البهائي في بورتوريكو الذي تديره مركز التبادل الإذاعي البهائي في أمريكا اللاتينية (CIRBAL).

### المعهد البهائي الأمريكي الأصلي

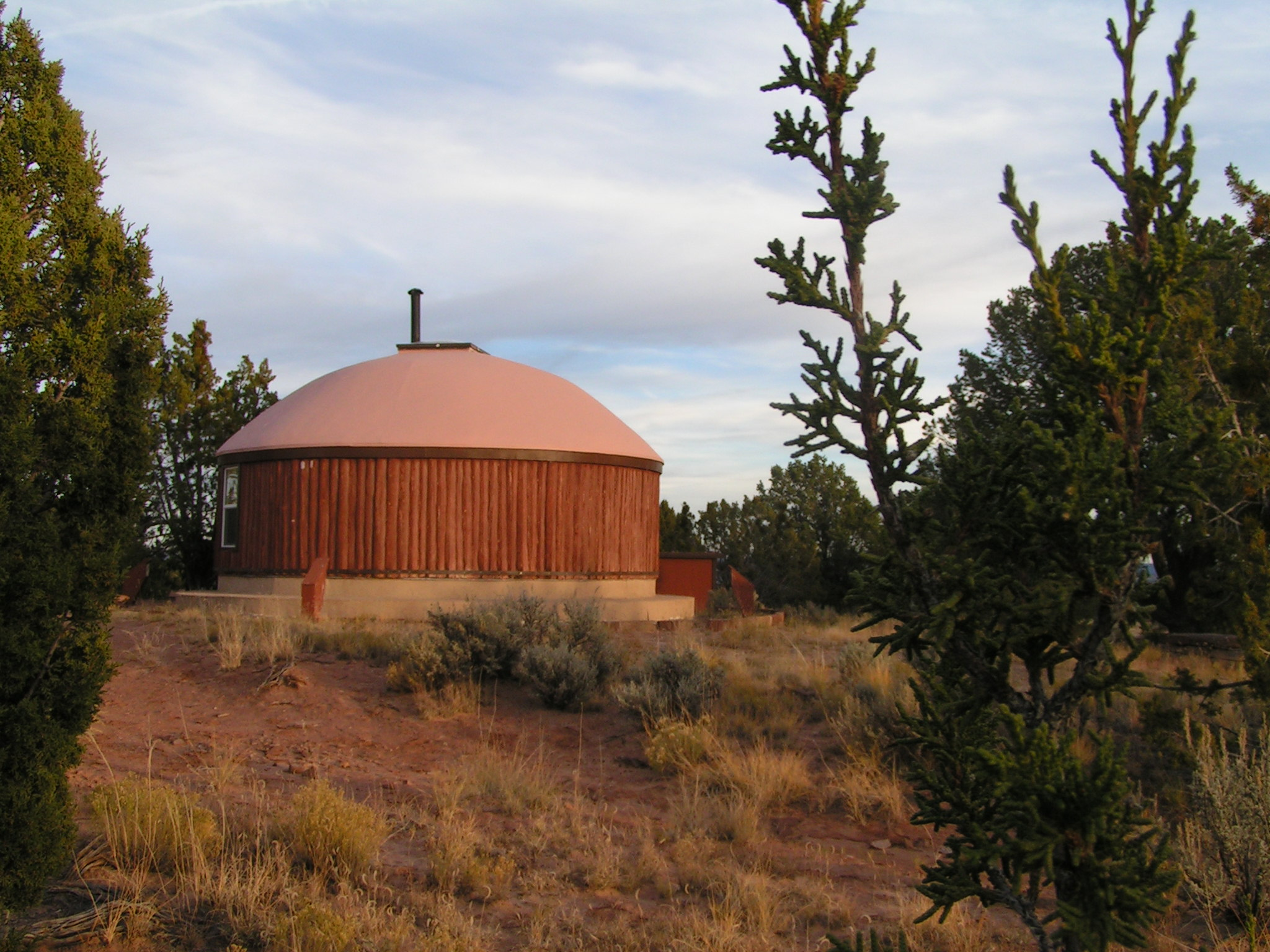
هوجان صلاة في معهد البهائيين الأمريكيين الأصليين

في عام 1978 حضر حوالي 60 من البهائيين الأصليين وأصدقائهم الرواد (40 منهم من أرض نافاجو هوبي) المؤتمر الوطني البهائي في الولايات المتحدة بدعوة من الجمعية الروحية الوطنية الأمريكية لتكريم الإنجاز المتمثل في تحقيق الهدف الأول من الخطة الخمسية، إنشاء 25 جمعية روحية محلية في المحميات الهندية. لقد أرادوا بناء "مكان بهائي" في محمية نافاجو، وأرادوا من المؤتمر أن يظهر دعمهم. وبعد موافقة المؤتمر، اجتمع أعضاء الجمعية الروحية الوطنية على عجل وأعلنوا موافقتهم على هذه المؤسسة الجديدة. وبعد مرور عامين، تم تأمين ممتلكات هوك، أريزونا، وأصبح المعهد واضحًا. سمي معهد البهائيين الأمريكيين الأصليين (NABI) من قبل المجلس الروحي الوطني، وعين معهد البهائيين الأمريكيين الأصليين كوكالة للمجلس الروحي الوطني وبالتالي أصبح أحد المدارس والمعاهد الدائمة الخمسة. لقد تم التركيز على أهداف مختلفة على مر السنين. منذ عام 1998، تم تعيينه كمعهد تدريب إقليمي من قبل الجمعية الروحية الوطنية، وكان منغمسًا في تعزيز أهداف عملية معهد التدريب بين الأمريكيين الأصليين. في عام 2001، بدأت في نشر النشرة الإخبارية نافاهو-هوبي البهائية. في عام 2005، نفذ مشروع التنمية الاجتماعية والاقتصادية في NABI وهو مشروع تجريبي للتدريب الإعلامي والذي قام بتدريب الشباب على إجراء مقابلات فيلمية مع فنانين نافاجو والذي تم إصداره كفيديو محلي. كان آريا لاغاي متطوعًا ودُفن هناك في عام 2007.

### عداءو الروح
من مايو إلى أغسطس 2000، قامت منظمة عداءو الروح بتوسيع مشاركة البهائيين الأصليين، وأحد أعضاء بعثات درب النور، الذين سافروا عبر أمريكا الشمالية من سياتل، واشنطن إلى شينيكوك، نيويورك.
كانت هناك رحلات متتالية من قبل مجموعات من التسعينيات حتى عام 2002 عندما استضاف معهد البهائيين الأمريكيين الأصليين تجمعًا للمسافرين على الطريق.

### درب النور والمجالس البهائية المحلية

#### حريق المجلس الكبير
في أواخر فبراير 1963، اجتمع البهائيون الأصليون وآخرون في "مجلس ناري عظيم" حضره يد القضية ذكر الله خادم في وقت كان فيه أعضاء حوالي 34 قبيلة أمريكية ممثلة في الدين وكان ستة وعشرون حاضرين.

#### أول مجلس بهائي أصلي في أمريكا الشمالية
خلال المؤتمر الدولي لانتخاب بيت العدل الأعظم في حيفا في أبريل 1978، عقد اجتماع مع ممثلي المجتمعات البهائية الوطنية القطبية الأخرى: فنلندا، والسويد، والنرويج، وأيسلندا، والدنمارك (نيابة عن جرينلاند)، وكندا. وقد تقرر بعد ذلك تشكيل لجنة المجلس القاري للسكان الأصليين تحت إشراف الجمعية الروحية الوطنية في ألاسكا، وتم تشكيل فريق مكون من أربعة أعضاء من الإسكيمو والهنود للسفر لمدة 45 يومًا في 10 دول أوروبية خلال الصيف. كان الأعضاء الهنود في الفريق هم سكوت تايلر من الولايات المتحدة وميلبا لوفت من كندا؛ وكان الإسكيمو هم إيدا بيرجاماشي وماينارد إيكان من ألاسكا. نشأت فكرة درب النور أثناء الاستعدادات لإنشاء أول مجلس بهائي أصلي، والذي عقد في عام 1978 في محمية ياكاما الهندية في ولاية واشنطن عندما كانت الجمعيات الوطنية في كندا وألاسكا والولايات المتحدة تناقش الحدث. وكان مصدر إلهام آخر لدرب النور هو مفهوم نشر الدين بين الشعوب الأصلية في حوض المحيط الهادئ الذي وصفه يد القضية رحمة الله المهاجر في عام 1978. تم تعريف درب النور، المعروف أيضًا باسم كامينو ديل سول، على أنه عملية يتفاعل فيها البهائيون الأصليون مع الشعوب الأصلية المتنوعة حول عدد من القضايا بما في ذلك نشر دينهم بالإضافة إلى تنظيم المجالس للشعب وتشجيع اكتشاف الروابط الثقافية المتبادلة بين الشعوب الأصلية. لقد حدثت أول رحلة درب النور التي قام بها 22 عضوًا من الدين بشكل عفوي فورًا بعد المجلس.

#### المجلس البهائي الأصلي الثاني لأمريكا الشمالية
في عام 1980، تجمع ما يقدر بنحو 1000 من أعضاء الدين الأمريكيين الأصليين وضيوفهم في المجلس البهائي الأمريكي الأصلي الثاني في احتفال مشترك مع يد القضية ذكر الله خادم وأموز جيبسون، الذي كان على اتصال طويل مع السكان الهنود ثم عضوًا في بيت العدل الأعظم. تم رعاية هذا الحدث من قبل المجلس البهائي القاري الأصلي، والذي كان يتألف من ثلاثة مؤمنين أصليين من كل من الجمعيات الوطنية في أمريكا الشمالية. بعد اجتماع المجلس، تم وضع برنامج تدريب وتعميق لمدة ثلاثة أيام لتطوير الخطط وتشكيل فرق من البهائيين للسفر إلى مناطق مختلفة لنشر الدين بين الأمريكيين الأصليين. مثلت هذه الفرق من البهائيين الأصليين من كندا وألاسكا والولايات المتحدة المتجاورة الـ 48 عشر قبائل تحت اسم درب النور.
قام أحد الفرق بزيارة ست قرى أصلية في ألاسكا في الفترة من 18 يوليو إلى 1 أغسطس. كان أعضاء الفريق هم تينا سالومون، وهي من قبيلة أوساج / شيروكي من سباركس، نيفادا؛ وماري جين تيفوك، وهي من قبيلة إينوبياك من نوم، ألاسكا؛ وريجينا ستيفيس، وهي من قبيلة نافاجو / أونيدا من فونتانا، كاليفورنيا؛ وقائد الفريق تشيستر كاهن، وهو من قبيلة دينيه من هوك، أريزونا (أصبح لاحقًا عضوًا في الجمعية الروحية الوطنية للولايات المتحدة)؛ وبيل إيكومياك، وهو من قبيلة الإنويت من دايزلاند، ألبرتا، كندا؛ وجوهان ليبرث، وهو من قبيلة الإنويت من نوك، جرينلاند.
زار فريق ثانٍ المحميات الهندية والمدن في شمال ساسكاتشوان، كندا، وضم هنري باينبريدج، وهو من قبيلة نافاجو من تيك نوس بوس، أريزونا؛ وإرنستين مور، وهي من قبيلة بايوت/ واشو الشمالية من رينو، نيفادا؛ وماينارد إيكان، وهو من قبيلة إينوبياك من أنكوريج، ألاسكا، وعضو في الجمعية الروحية الوطنية في ألاسكا؛ وشيرلي ليندستروم، وهي من قبيلة تلينجيت من مايو، يوكون، كندا؛ وقائدة الفريق نوني نيلسون، وهي من قبيلة ميتيس من إندربي، كولومبيا البريطانية، كندا؛ وبيتر سينجيك، وهو من قبيلة إينوبياك من أنكوريج، ألاسكا؛ وريتا بلومنشتاين، وهي من قبيلة أونانجاكس / أثاباسكان / يوبيك من بالمر، ألاسكا؛ ودينيس باينبريدج، البالغ من العمر 9 سنوات، وهو من قبيلة نافاجو من تيك نوس بوس، أريزونا.
انقسم أحد الفرق إلى فريقين وسافر من الشمال إلى الجنوب بدءًا من منتصف شهر يونيو وسافر بين الناس في المكسيك وبليز وكوستاريكا وغواتيمالا وهندوراس وبنما. أثناء وجودهم في بنما، اجتمعوا مع أكثر من 1000 من البهائيين الغوايميين وانضم إليهم ممثلون من غوايمي وتالامانكا وتيريب من كوستاريكا واتفقوا على تأسيس مجلس أصلي للقبائل البنمية والكوستاريكية. ثم واصل فريق درب النور رحلته عبر بوليفيا وتشيلي وبيرو وأخيرًا الإكوادور. وفي الإكوادور، تم تقديم الفريق إلى الجمهور في مؤتمر عقد في مايو/أيار 1982 بمناسبة ذكرى وفاة بهية خانوم. وكان حاضراً ممثلون عن 24 جمعية وطنية من أصل 29 جمعية في أميركا اللاتينية ومنطقة البحر الكاريبي، وأعضاء من 21 قبيلة هندية من بوليفيا والبرازيل وكندا وتشيلي وكولومبيا والإكوادور وبنما وبيرو والولايات المتحدة وفنزويلا.

#### المجلس الثالث لأمريكا الشمالية
في أغسطس 1982، انعقد المجلس الأصلي الثالث لأمريكا الشمالية والذي جمع يد القضية روحيه خانوم وأربعمائة وستة وأربعين بهائيًا وضيوفهم من 10 دول ويمثلون 60 قبيلة هندية في محمية الدم الهندية في جنوب غرب ألبرتا، كندا. بعد هذا المؤتمر، سافرت روحيه خانوم عبر كندا وإلى جرينلاند وأيسلندا لزيارة الزعماء المدنيين والمجتمعات البهائية. التقت بأشخاص من محمية فاونتن ومحمية ثندربيرد. وفي ختام الجولة في سبتمبر، قدم الفريق بطانية احتفالية هندية إلى روحييه خانوم التي استجابت بالانضمام إليهم في الرقص. وقد عقدت اجتماعات المتابعة بعد وصول المسافرين إلى المسار في نوفمبر/تشرين الثاني في ألاسكا وفي ديسمبر/كانون الأول في هندوراس.
في عام 1984، تم إعادة تنفيذ مسار النور عندما أمضى فريق دولي مكون من خمسة بهائيين 17 يومًا في غواتيمالا؛ وكانوا هنديًا مابوتشي من تشيلي، وكيتشوا من بيرو، وبريبري من كوستاريكا، واثنين من غوايمي من بنما.
استمرارًا لعملية درب النور في عامي 1984 و1985، جلب البهائيين الأصليين من كوستاريكا إلى فيراكروز بالمكسيك.
بعد أن نمت الديانة بين شعب غوايمي، قاموا بدورهم بتقديم الخدمة في عامي 1985 و1986 من خلال مشروع درب النور الذي شمل البهائيين الغوايميين الأصليين في بنما الذين سافروا مع الناطقين الأصليين باللغة الكاريبية الفنزويلية والبهائيين الغواخيريين عبر ولايات بوليفار والأمازون وزوليا الفنزويلية لمشاركة دينهم. تم بناء المركز الثقافي البهائي الغوايمي في منطقة تشيريكي (التي تم تقسيمها في عام 1997 لإنشاء منطقة نغوبي بوجلي) وتم استخدامها كمقر لجهود محو الأمية التي تبذلها وزارة التعليم البنمية في الثمانينيات. في عام 1985 بدأت مبادرة Trail of Light عملها في كولومبيا. وكان من بين المشاركين شابان من قبيلة غوايمي في بنما؛ وستة أعضاء من قبيلة غواغيروس، قبيلة كولومبو الفنزويلية، وشابان من قبيلة بايز، وهي قبيلة في جنوب كولومبيا. سافروا إلى منطقة غواخيرا وأكدوا على الدين بين البهائيين هناك وقامت المجموعة بأداء رقصات ألهمت الغواخيرو لتقديم رقصتهم الخاصة، تشيتشامايا. تمت دعوة المجموعة إلى المدرسة الثانوية المحلية حيث شارك الغوايميون قصة تأثير الدين بين شعبهم (انظر الإيمان البهائي في بنما). وتمت دعوة المجموعة بعد ذلك إلى المدرسة الابتدائية. من غواخيرا توجهت المجموعة إلى فاليدوبار ومن ثم إلى موطن قبيلة أرهواكو في سييرا نيفادا دي سانتا مارتا. هناك التقت المجموعة مع القيادة، المامو، أو شيوخ المجتمع للحصول على الإذن لتقديم الرسالة التي جاؤوا لتقديمها. قدمت مجموعة متنوعة من المجموعة عرضًا إلى المامو بما في ذلك الغوايمي وتفسيرهم لنبوءاتهم الخاصة. أشار أحد الشيوخ إلى أن الأرهواكو لديهم نبوءة مماثلة. تم السماح لمجموعة درب النور بتقديم عروضهم وتبادل الرقصات والمحادثات. ومن هناك سافرت المجموعة لزيارة قبيلة يوكبا (يوكو). تمكنت المجموعة مع اليوكو من إقامة وليمة وحدة ومشاركة الرقصات وبقيت لمدة ثلاثة أيام قبل العودة إلى المنزل.

#### مجلس 1988
اجتمع مجلس السكان الأصليين لأمريكا الشمالية عام 1988 برعاية الجمعية الوطنية للبهائيين في الولايات المتحدة والمجموعة مع أعضاء الجمعية. استضاف أعضاء الجمعية الوطنية الأمريكية حفل استقبال لرئيس مجلس القبيلة ومجالس داكوتا الشمالية والجنوبية، كما التقوا بمجلس قبيلة نهر شايان وعائلة لوكينج هورس التي تحتفظ بالغليون المقدس الأصلي للاكوتا. حضر الحفل هوبر دنبار، عضو بيت العدل الأعظم. افتتح المجلس بتذكير برؤية، رؤية جاك ويلسون، التي حاول سيتينج بول الدعوة إليها لكنه قُتل قبل أن تتحقق. انظر أيضًا رقصة الشبح ومذبحة ووندد ني.

#### المسارات المستمرة
استمرت جهود مسارات النور على نطاق أصغر في التنفيذ من قبل معهد البهائيين الأمريكيين الأصليين بين شعب نافاجو.

### معهد وردة الصحراء البهائي
بدأت منظمة وردة الصحراء في عام 1988 في توسون مع مدرسة وردة الصحراء البهائية التي استمرت لمدة أربعة أيام والتي بدأها يد القضية ويليام سيرز وزوجته مارغريت، إلى جانب مجموعة أساسية من الأصدقاء المخلصين. عندما توفي السيد سيرز في عام 1992، واصلت مارغريت الدراسة في مدرسة وردة الصحراء البهائية، ولكن بفضل معرفة وتشجيع بيت العدل الأعظم، قررت توسيع المدرسة التي تستمر أربعة أيام إلى معهد دائم.

## المشاريع البهائية التي نفذتها الدولة

### في تشيلي
بحلول عام 1994، تم إنشاء محطة إذاعية في تشيلي لرعاية الثقافة المحلية والحفاظ عليها من خلال عرض رواة القصص المحليين والموسيقى المسجلة في المهرجانات الموسيقية الأصلية السنوية التي ترعاها المحطة.

### في كولومبيا
وفي عام 1961 أيضًا تم إدخال الدين إلى منطقة مقاطعة غواخيرا. في عام 1962 تم انتخاب أربع جمعيات جديدة، واحدة منها كانت هندية بالكامل. كانت الوحدة التنظيمية الجديدة، المعهد أو معهد التدريب، هدفًا لخطة السنوات التسع التي بدأها بيت العدل الأعظم في عام 1964 وبدأ أول معهد في كولومبيا في التنظيم والعمل في عام 1965 كجزء من المبادرات التي ركزت على السكان الهنود في منطقة لا غواخيرا. بحلول شتاء عام 1965 كان هناك العديد من البهائيين بين الغواخيرو الكولومبيين والفنزويليين، حوالي 1000 على الجانب الكولومبي و1500 على الجانب الفنزويلي. وكان هناك هدف آخر معلن في مجال التعاون الدولي، حيث تم تقاسم المعهد الهندي الذي طورته حديثًا في ريوهاتشا مع الفنزويليين خلال معهد غواخيرو الأول لتدريب المعلمين الذي عقد في ريوهاتشا. وكان من بين المشاركين في هذا التدريب الأول: روزالبا بيمينتا، وتيانا أربوشانا، وتوماس بيمينتا، وخوان أرتيز بيمينتا، ومارثا دوارتي أربوشانا، وماريا تيريزا دوارتي أربوشانا، وكارمن بيمينتا أربوشانا، ومارثا إيبيايا من كولومبيا، وروجيليو هيرنانديز، وخوسيه مارتن سيمبرون، وسيسيليا ديل كارمن إيغواران، وماريا سيسيليا. غونزاليس كل فنزويلا. أقيم المعهد التالي في يناير 1966 حيث افتتح المبنى وتم الانتهاء من المبنى، المسمى فيلا رحمة، كمعهد بحلول أغسطس. بعد إنشاء معهد غواخيرو التعليمي، اتحد المجتمع في إرسال المساعدات المالية إلى كينيا، وبالتالي تحقيق هذا الهدف. بحلول عام 1967 تم تشكيل ثماني جمعيات محلية بين قبيلة موتيلون. في أواخر عام 1967 وحتى عام 1968، قام فيسينتي مونتيزوما، وهو من بنمي غوايمي وكان قد خدم سابقًا في الجمعية الروحية الوطنية للبهائيين في بنما، بتأسيس دين رائد في المناطق الريفية في كولومبيا ونشر الدين بشكل خاص بين الهنود الناطقين باللغة الشوكو. استمر النشاط عبر الحدود في لا غواخيرا في عام 1969 مع سفر البهائيين الغواجيريين الفنزويليين في كولومبيا وحضور البهائيين الغواجيريين الكولومبيين للأنشطة في فنزويلا. في المؤتمر الوطني لعام 1969 حضر عدد من مندوبي يوكون/يوكبا. في مايو 1970، جمع مؤتمر بهائي شامل في غواخيرا حوالي 200 بهائي من المنطقة لإجراء محادثات ودروس قدمت باللغتين الإسبانية والغواخيرية بما في ذلك تاريخ الدين في المنطقة بما في ذلك الإشارة إلى انتخاب 110 جمعية محلية في ذلك العام: 57 في كولومبيا: 53 في فنزويلا، بالإضافة إلى تكريس دار عبادة بهائية محلية. في عام 1973 توفي لويس مونتينيغرو، العضو السابق في الجمعية الوطنية الكولومبية لفترة طويلة، أثناء تسلق جبال الهنود يوكبا (يوكو)، أو موتيلون. انضم أول أفراد شعب بايز إلى الدين في عام 1974 بسبب خدمة أحد البهائيين البنميين المسافرين في كولومبيا. انعقد المؤتمر الخامس لعموم غواخيرا في يوليو في فنزويلا عام 1977.

#### مؤسسة فوندايك
على خلفية الاضطرابات الاجتماعية الخطيرة والعنف في جميع أنحاء كولومبيا، اتجه البهائيون إلى خدمة الناس الذين يعيشون في الريف. في عام 1974 تأسست مؤسسة فوندايك  على يد مجموعة من الأساتذة في جامعة فالي. وفقًا لغوستافو كوريا، مدير مؤسسة فوندايك، فقد استُلهمت الفكرة في الأصل من اقتباس من حضرة بهاء الله، "يتحدث بهاء الله عن الإنسان باعتباره 'منجمًا غنيًا بالجواهر ذات القيمة التي لا تقدر بثمن'. ويقول إن 'التعليم وحده كفيل بكشف كنوزه، وتمكين البشرية من الاستفادة منها'.
كان أحد المؤلفين هو فرزام أرباب، رئيس مؤسسة البهائيين العالمية من عام 1974 إلى عام 1988، كما خدم في العديد من المناصب للدين، بما في ذلك كونه عضوًا في الجمعية الروحية الوطنية للبهائيين في كولومبيا، ومستشارًا قاريًا، وتم تعيينه في المركز التعليمي الدولي، ثم انتُخب في النهاية لعضوية بيت العدل الأعظم في عام 1993.
أنشأت مؤسسة فوندايك عددًا من مشاريع التنمية: المركز الجامعي للرعاية الريفية، و"نظام التعلم التعليمي" أو "SAT" (الاختصار الإسباني لـ "Sistema de Aprendizaje Tutorial") ومشروع التمويل الأصغر. كان نجاح نظام التعلم التعليمي واضحًا بشكل خاص في الحد من عملية التحضر، وزيادة السلوك الديمقراطي وجوانب المساواة بين الجنسين، والأنشطة اللامنهجية في المجتمعات، ووقف حركة الهجرة السكانية، وإقامة التعاون بين القطاعين العام والخاص في كولومبيا. بحلول عام 2002، كان نظام نظام التعلم التعليمي قيد الاستخدام في هندوراس وغواتيمالا والإكوادور وفنزويلا وبنما وكوستاريكا والبرازيل وكولومبيا، كما بدأت المراحل الأولى من تنفيذ البرنامج في زامبيا. وبالتوازي مع اختبار نظام التعلم التعليمي، بدأت مؤسسة فوندايك مبادرة تمويل صغير أيضًا.

#### معهد روحي
في كولومبيا، بدأ معهد روحي، وهو عبارة عن دائرة دراسية بهائية، كمبادرة من المجتمع مع التزام بدأ في عام 1970. حوالي عام 1980، دخل أحد أعضاء مجلس المساعدة في كولومبيا في عملية تشاور مع العديد من المجتمعات الريفية حول مدينة بويرتو تيخادا من أجل مساعدتهم على تحديد الخطوات التي يمكنهم اتخاذها لتحسين ظروفهم الاجتماعية. كان الهدف المبكر هو إنشاء دور الحضانة ورياض الأطفال. في عام 1983 نشرت أول دورة لها بعنوان المبادئ والمعتقدات، الدورة الأولى: الحياة والموت. طورت الدورات باعتبارها "مبادرة للأنشطة الأساسية". في عام 1987، كتب المعهد أول كتاب دراسي حول تعليم الأطفال. في عام 1988 قررت الجمعية الوطنية السعي للحصول على الاعتراف القانوني لمعهد روحي من خلال دمجه كمنظمة لها مجلس إدارة خاص بها يتم تعيينه من قبل الجمعية. وتخصص جهودها لتنمية الموارد البشرية من أجل التنمية الروحية والاجتماعية والثقافية للشعب الكولومبي. على الرغم من أن مركزها يقع في مدينة بويرتو تيخادا في مقاطعة كاوكا، إلا أن منطقة نفوذها تمتد إلى جميع أنحاء البلاد. وخاصة في السنوات الأخيرة، تم اعتماد برامجها التعليمية من قبل عدد متزايد من الوكالات في جميع أنحاء العالم.
إذا طور الأفراد اهتمامات بالمساهمة في المجتمع تتجاوز تلك التي توفرها دورات الروحي الرسمية، فقد تم تعريفهم بالفرص التي توفرها مؤسسة فوندايك.

### في بوليفيا
انضم أول هندي في بوليفيا رسميًا إلى الدين في عام 1956 والذي انتشر على نطاق واسع بين تلك الثقافة الفرعية. كان انتخاب الجمعية الوطنية البوليفية في عام 1961، ممثلة لمجتمع كانت الأغلبية فيه من شعب الأيمارا، (حسب الترتيب الأبجدي حسب اسم العائلة): إستانيسلاو ألفيريز، السكرتير المسجل، أثاس كوستاس، سابينو أورتيجا (أول معلم هندي)، أندريس جاكاكوفو (أول منتسب هندي في بوليفيا)، نائب الرئيس، يولاندا دي لوبيز، السكرتير، دانييل موريسيو (مؤسس أول مدرسة بهائية)، مسعود خامسي، الرئيس، ألبرتو سالدياس، أمين الصندوق، وألبرتو روكابادو. بحلول عام 1963 كان هناك المئات من الجمعيات المحلية. تم تعيين أندريس كعضو في مجلس مساعد في عام 1969 بعد خدمته في الجمعية الوطنية منذ عام 1961 وعيشه لفترات طويلة في مجتمعات هندية مختلفة. بعد ستينيات القرن العشرين، بدأ التركيز على الخدمة من خلال التنمية الاجتماعية والاقتصادية في العمل في سياق النمو المستدام للدين، حيث طورت العديد من المشاريع بما في ذلك مركز "ياشاي واسي" التعليمي البهائي الذي كان من المقرر أن يدرب المعلمين لمائة مدرسة تعليمية سيتم إنشاؤها في البلاد، ومحطة إذاعية بهائية مع طاقم دعم محلي بعد التطورات في الإكوادور ، حروف الاتصال الخاصة بها هي CP-220، وجامعة نور. الديانة البهائية هي حاليًا أكبر أقلية دينية دولية في بوليفيا. أكبر عدد من البهائيين في أمريكا الجنوبية موجود في بوليفيا، وهي دولة يقدر عدد سكانها العام بنسبة 55%-70% من السكان الأصليين و30%-42% من المستيزو، مع تقدير عدد السكان البهائيين بنحو 217000 في عام 2005 وفقًا لرابطة أرشيفات بيانات الدين.

### في كوستاريكا
رعت الجمعية الوطنية في كوستاريكا مدرسة هندية لمدة أربعة أيام في أموبري، تالامانك بالقرب من نهر سيكساولا. في عام 1966 بدأ بناء معهد تعليمي جديد على أرض وقف البهائيين في ألاخويلا، وفي عام 1966 أيضًا رفع المجتمع عدد التجمعات من أربعة عشر إلى عشرين. في عام ١٩٨٤، أُقيم مشروع تجميل في مقاطعة غواناكاستي، مستوحى من حدائق البهائيين على جبل الكرمل، بالإضافة إلى قراءة الأدعية. وقد انضم ثلاثون شخصًا إلى الدين خلال المشروع. كانت هناك أيضًا فرصة لتسجيل بعض الصلوات التي يرددها بريبري والتي سيتم بثها على الراديو.

### في بنما
محطة إذاعية بهائية بث إذاعي بتضمين السعة من بوكا ديل مونتي مع برامج وأخبار باللغة الأم الغوايمية، نغابيري، مما يؤدي إلى الحفاظ على فائدة اللغة وفي سرد القصص وتغطية القضايا لدعم التقاليد والثقافة الغوايمية.
في القرى الأصلية النائية في بنما، يدير متطوعون بهائيون عشر مدارس ابتدائية حيث لا توفر الحكومة إمكانية الوصول إلى المدرسة. وفي وقت لاحق، وفر راتب فونديسكو بقيمة 50 دولارًا شهريًا لـ 13 مدرسًا، وأضافت وزارة التعليم أموالًا للمعلم الرابع عشر. وباعتبارهم مزارعين يعتمدون على الكفاف، فإن القرويين ليس لديهم المال أو الطعام لتقديمه. وبدلاً من ذلك، يتناوبون على توفير الحطب لمطبخ خارجي أو بناء ملاجئ صغيرة ذات إطارات خشبية وألواح من الزنك المموج ومنصة خشبية ضيقة للسرير. المعلمون والإداريون لا يسعون إلى تحويل الطلاب. بعض سكان القرية من البهائيين، وبعضهم من الكاثوليك، وبعضهم من الإنجيليين، وبعضهم يتبعون ديانة ماما تاتا الأصلية. وفي المجمل، فإن حوالي نصف الطلاب هم من البهائيين (حوالي 150). مع ذلك، يتضمن البرنامج جانبًا أخلاقيًا قويًا، بما في ذلك درس أسبوعي عن "الفضائل والقيم". على مر السنين، قُدِّم بعض التدريب للمعلمين، لكن الكثير منهم لم يُكملوا الصف الثاني عشر، بمن فيهم بعض النساء اللواتي واجهن صعوبات في الحصول على هذا القدر من التعليم.
ومن بين المدارس الرسمية التي أنشئت هناك:
- في منطقة بنما، أنشأ البهائيون مدرسة مستوحاة من البهائية في سان ميغيلتو،[172] وهي مدينة تعاني من الفقر على نطاق واسع، ويسكنها سكان أصليون من شعبي إمبيرا وكونا.[173]
- مدرسة البهائية الابتدائية في سولوي والتي كانت في طور التسجيل لدى وزارة التعليم اعتبارًا من عام 2007.[174]
- تأسست مدرسة بادي في عام 1993 وبدأت كروضة أطفال تضم 12 طالبًا. في عام 2007، كان هناك 290 طالبًا يخدمون في المرحلة الابتدائية والثانوية، مع قائمة انتظار تضم 1500 طالب، وحصل ستة من أول سبعة خريجين على أعلى الدرجات في امتحان القبول بجامعة بنما وتم قبولهم بمنح دراسية كاملة لمدة أربع سنوات. كما قامت مدرسة بادي أيضًا بتطوير مكتبة مجتمعية مكونة من طابقين، وأضافت فصلًا دراسيًا ومختبرًا للكمبيوتر في عام 2006.[175]
- مدرسة موليخون الثانوية[176] والتي سجلها لدى وزارة التعليم في مارس 2007.[174]
- مركز سولوي المجتمعي للتكنولوجيا والتعلم.[177]
- جامعة نغوبي بوجلي[178] والتي بدأت في تقديم الدروس وكانت تعمل على الحصول على الاعتماد من جامعة بنما في عام 2006.[179][180]

## أبرز البهائيين الأمريكيين الأصليين في أمريكا الشمالية
تم انتخاب جاكلين ليفت هاند بول كرئيسة للجمعية الروحية الوطنية للبهائيين في الولايات المتحدة، لأول مرة، في عام 2007. كانت أول امرأة أمريكية هندية تخدم بهذه الطريقة، وثالث امرأة تفعل ذلك منذ تأسيسها في عام 1925. شغلت منصب الرئيسة حتى عام 2011. انتخب هنود آخرين للمؤسسة، زميلة ماك آرثر باتريشيا لوك، وراقص الطوق وعازف الفلوت لاكوتا كيفن لوك، والفنانين والأخوين نافاجو فرانكلين وتشيستر كاهن.
كان فيل لوكاس مخرجًا وثائقيًا هنديًا بهائيًا بارزًا، وعمل نيبو تي. سترونجهارت كمستشار فني ومحاضر أداء قبل الانضمام إلى الدين قبل فبراير 1963.
تم انتخاب ديلوريا بيغهورن لعضوية الجمعية الروحية الوطنية للبهائيين في كندا في عام 2009، وشغلت منصب رئيسة هذه المؤسسة منذ عام 2012.

## روابط خارجية
- معهد البهائيين الأمريكيين الأصليين (NABI)، محمية أمة نافاجو في أريزونا
- البهائيون الأصليون، عمل علمي عن البهائيين الأوائل من الأمم الأصلية.